# Schmirgelabbau in Waldthurn
Der Schmirgelabbau in Waldthurn fand zwischen Ende des 18. Jahrhunderts bis in die 1970er Jahre an mehreren Standorten der Gemeinde Waldthurn statt. Voraussetzung dafür sind die in der Böhmischen Masse gebildeten Granulite, Amphibolite und Eklogite. Die daraus gewonnenen Produkte wurden unter der Bezeichnung Oberpfälzer Schmirgel vermarktet und in den zahlreichen hiesigen Glashütten als Poliermittel eingesetzt.

## Andreasstollen bei Woppenrieth
Der Stollen lag 800 Meter östlich von Woppenrieth in der Nähe der Rehbühlwiesen. Durch Geländeeinbrüche 1958 wurde ein Stolleneingang sichtbar und es wurden auch Geleise einer ehemaligen Rollbahn gefunden. Der Stollen hatte eine Länge von 262,5 m.
Der Höhepunkt der Schmirgelförderung war zwischen 1794 und 1819. Die Förderung des dort gefundenen Metabasits war finanziell so erfolgreich, dass ein bewohnbares Zechenhaus errichtet und ein Schachtmeister angestellt werden konnte. Mit dem Tod des Schachtmeisters Johann Keck ging es mit dem Bergbau abwärts, seine Nachfolger vernachlässigten den Unterhalt des Stollens und verkauften aus dem hinterlassenen Schmirgellager. 1838 wird als Lehensträger für den Bergbau (Lehensurkunde vom 29. März 1839 ausgestellt von dem Königlich Bayerischen Hüttenamt Königshütte) Michael Beer genannt. Er wollte bis 1844 den Stollen wieder gangbar machen und bei der oberen Ausmündung des Stollens eine Hütte zum Schutz der Arbeiter und eventueller Wanderer errichten. Dies scheiterte am Widerstand des Grundbesitzers, ebenso wurde sein Antrag an den Kreisfonds für das Gewerkswesen abschlägig beantwortet und so blieb der Unternehmer auf seinen Kosten von 404 fl sitzen. 1883/84 wurde von Josef Beimler (Woppenrieth) und Alois Trier (Lennesrieth) ein weiterer Versuch, den Stollen wieder zu öffnen, unternommen. Am 30. Januar 1884 zeigten sie die Wiedereröffnung des Stollens an. Dazu musste das angestaute Wasser abgelassen und der Stollen geräumt werden. Auch dies scheiterte am Einspruch eines Grundbesitzers, der auf seinem Grund keinen Wasserabzugskanal dulden wollte, und so endete hier der einst traditionsreiche Bergbau in Woppenrieth.

## Schmirgelgang bei Ottenrieth
1796 berichtet der fürstliche Oberamtmann von Dürbeck über Schmirgelfunde nächst dem Dorf Ottenrieth. Damals hatten bereits arme Leute und Schleifer Schmirgelstein mit Schubkarren weggefahren. Nun wurden von dem Oberamtmann zwei Arbeiter zum Schürfen abgestellt. Am 28. März 1796 berichtet auch der Waldmeister Seemann über die Funde und bittet den Fürsten Lobkowitz, zu einer Besichtigung zu kommen. Nach einem positiven Bericht des Oberamtmanns hat der Roggensteiner Poliermeister Wolfgang Steiniger am 16. Juli 1796 eine Probe des Ottenriether Schmirgels genommen und für alle Arten des Schleifens für brauchbar gefunden, als Zentnerpreis har er 5 fl vorgeschlagen. Danach sind aber Bedenken wegen etwaiger Territorialstreitigkeiten aufgekommen und man hat diesen Fund nicht weiter verfolgt.

## Maximilianszeche in Albersrieth
Dieses Abbaugebiet mit 2,3 ha Fläche lag südwestlich von Albersrieth, seit 1815 bauten einige Bauern dort den Schmirgel ab. Die Betreiber waren anfangs die „fünf Schmirgelbauern“ mit 128 Kuxen alten Rechts. Die Lehensvergabe erfolgte durch das Königlich Bayerische Hüttenamt Königshütte erstmals am 28. März 1839 sowie am 6. September 1848 und am 6. Februar 1849. Der Abbau wurde von der Bergrechtlichen Gewerkschaft Maximilianszeche Weig & Co Albersrieth vorgenommen. Gefördert wurde ein hochwertiger Granatamphibolit (Anteil an Granaten 49,2 %). Bis 1905 wurde der Abbau im Stollenvortrieb vorgenommen und danach im Tagebau. Die Fördermenge betrug 1928 11.421 Zentner, sank aber bis 1931 auf 4.431 Zentner. Während des Zweiten Weltkriegs wurden beträchtliche Mengen in das europäische Ausland verkauft (1942: Finnland 40 to, Dänemark 20 to, Spanien 20 to, Portugal 15 to, Riga 19 to, Holland 15 to, Rumänien 5 to, insgesamt 154 to). 1944 wurde festgelegt, dass das gewonnene Material kriegswichtig sei und deshalb die Weiterführung gesichert werden müsse, in dem Zusammenhang wurde auch ein Antrag auf eine Preiserhöhung für rohes Schmirgelgestein gestellt. Nach dem Krieg wurde der Abbau stillgelegt; in dieser Zeit wurde aus Lagerbeständen verkauft. Ab Oktober 1950 wurde wieder der Tagebau aufgenommen, aber nur mit einem Arbeiter, der pro Tag 1,25 to Abraum wegschaffte. Am 2. Oktober 1958 wird berichtet, dass noch keine großen Veränderungen eingetreten seien, dass aber ein größerer Auftrag von 2000 to aus Spanien vorliege. Die Fördermenge stieg 1961 noch auf 498 to, 1968 wurden aber nur mehr 16 to abgebaut.
In der Nachkriegszeit hat die Zahl der Glasschleifen wegen der Konkurrenz durch Flachglasherstellung und die Nachfrage an Schmirgel durch die Verwendung synthetischer Schleifmittel rapide abgenommen. Die Zeche wurde deshalb am 30. März 1971 stillgelegt.

## Wilhelmszeche in Zeßmannsrieth
Die früheste Nennung dieser Zeche war 1883. Das Grubenfeld war 0,9 ha groß, die Zeche wurde im Stollenbau betrieben. Besitzer war Fritz Ertl (Albersrieth Haus Nr. 13, † 25. Dezember 1891). Nachdem sich die Familie 1908 vom Geschäft zurückgezogen hatte, wurde sie gemeinsam mit der Maximilianszeche (s. o.) betrieben.